# Villa Doria Podestà
Villa Doria Podestà, nota anche come Casa del Barone oppure Villa Podestà, è una villa patrizia genovese situata nel quartiere Palmaro di Genova, a ridosso dello svincolo autostradale di Voltri-Prà.
L'edificio venne progettato e costruito da Bartolomeo Bianco a partire dal 1629 per Giacomo Lomellini, doge di Genova (1625-1627). La villa passò poi di proprietà della famiglia Doria e infine, nel 1847, a Luca Podestà che ne unificò le tenute agricole con quelle della limitrofa villa Sauli Podestà.
La struttura interna della villa denota l'influenza dell'architetto Galeazzo Alessi, particolarmente visibile al piano nobile dove permangono affreschi seicenteschi.
Rimane visitabile la cappella neoclassica addossata all'edificio, mentre la realizzazione della strada litoranea e della ferrovia Genova-Ventimiglia ne hanno sacrificato sia lo scalone d'accesso che l'affaccio al mare, progressivamente allontanato dalla villa anche a causa della realizzazione del porto di Pra'.
Dopo anni di abbandono, la villa è stata ristrutturata divenendo sede del Centro per l'impiego Ponente, del Parco del basilico e di alcuni allestimenti sulla vita contadina, in particolare la mostra Villa e villani. La proprietà Podestà tra Palmaro e Pratorondanino curata da Emanuela Spada che racconta la vita contadina nelle proprietà del barone Podestà.
Dal 2015 il centro per l'Impiego ha lasciato lo stabile, trasferendosi nella vicina Villa della Baronessa, il che ha reso nuovamente difficoltosa la manutenzione e l'accesso ad una struttura di tale grandezza e necessità conservativa.